# Jason Mraz
Jason Thomas Mraz (Mechanicsville, 23 giugno 1977) è un cantautore, musicista e polistrumentista statunitense.
Jason Mraz è un artista eclettico che raccoglie influenze da molti stili diversi, incluso il reggae, pop, rock, folk, jazz e hip hop. Ha suonato con molti artisti come i Dave Matthews Band, James Blunt, Gavin DeGraw, Paula Cole, John Popper, Alanis Morissette, Ohio Players, Rachael Yamagata, James Morrison, Lisa Hannigan, John Mayer, Jewel e Colbie Caillat.

## Biografia
Mraz è nato a Mechanicsville, un sobborgo di Richmond, in Virginia. Si è diplomato alla Lee-Davis High School a Mechanicsville. Dopo un periodo passato studiando musica alla American Musical and Dramatic Academy a New York, si è trasferito a San Diego in California.
Ha cominciato la sua carriera artistica esibendosi al San Diego Coffee House nel 2000 all'età di 22 anni e cantando in vari locali in California. In una di queste sue esibizioni ha incontrato il percussionista Toca Rivera e ha pubblicato Live at Java Joe's.
Nel 2002 Mraz ha firmato un contratto con Elektra Records ed è ritornato in Virginia per lavorare con il produttore John Alagía presso la sua casa discografica con il suo pezzo di debutto, Waiting for My Rocket to Come, che ha vinto il disco di platino nel luglio del 2004.
Il suo primo album, pubblicato nel 2002 Waiting for My Rocket to Come, contenente l'hit The Remedy (I Won't Worry), è stato ben accolto, ma Mraz dovrà aspettare il suo secondo album, Mr. A-Z, pubblicato nel 2005, per ricevere un maggiore successo commerciale. L'album ha guadanato la quinta posizione nella classifica Billboard 200 e ha venduto più di 100,000 copie negli Stati Uniti.
Nel 2008 si è finalmente imposto grazie al successo planetario We Sing. We Dance. We Steal Things. che ha raggiunto la terza posizione nella Billboard 200 e le prime dieci posizioni in molte classifiche internazionali. L'album ha riscosso un grande successo planetario specialmente col singolo I'm Yours, il primo singolo del cantante uscito in Italia. Il singolo è rimasto per 76 settimane nell'Hot 100, battendo il precedente record di 69 settimane raggiunto da LeAnn Rimes con How Do I Live. Nel 2014 è uscito l'inedito lavoro del cantautore statunitense, YES!, concepito assieme al gruppo Raining Jane.

## Vita privata
In occasione di un Pride, Mraz ha dedicato una "lettera d'amore" ai membri della comunità LGBT in una commossa pagina di un'intervista che Billboard aveva rivolto all'artista. Tale poesia, che si chiudeva con la frase "I am bi your side. / All ways", ha convinto il pubblico e la stampa che questa dichiarazione corrispondesse ad un coming out di Mraz come bisessuale. Il cantante ha raccontato di avere avuto relazioni passate con uomini, persino mentre aveva iniziato a frequentare la sua attuale moglie, Christina Carano. La moglie stessa lo aveva soprannominato "due spiriti", che è un nome che i nativi americani danno a chi può amare sia un uomo che una donna, una definizione che è stata giudicata inesatta dagli indigeni americani per aver stravolto il significato originario della parola e perché da loro ritenuta esclusiva per identificare i membri della popolazione indigena. Nell'agosto 2018, Mraz ha poi confermato di considerarsi bisessuale in un'intervista con il New York Post.

## Discografia

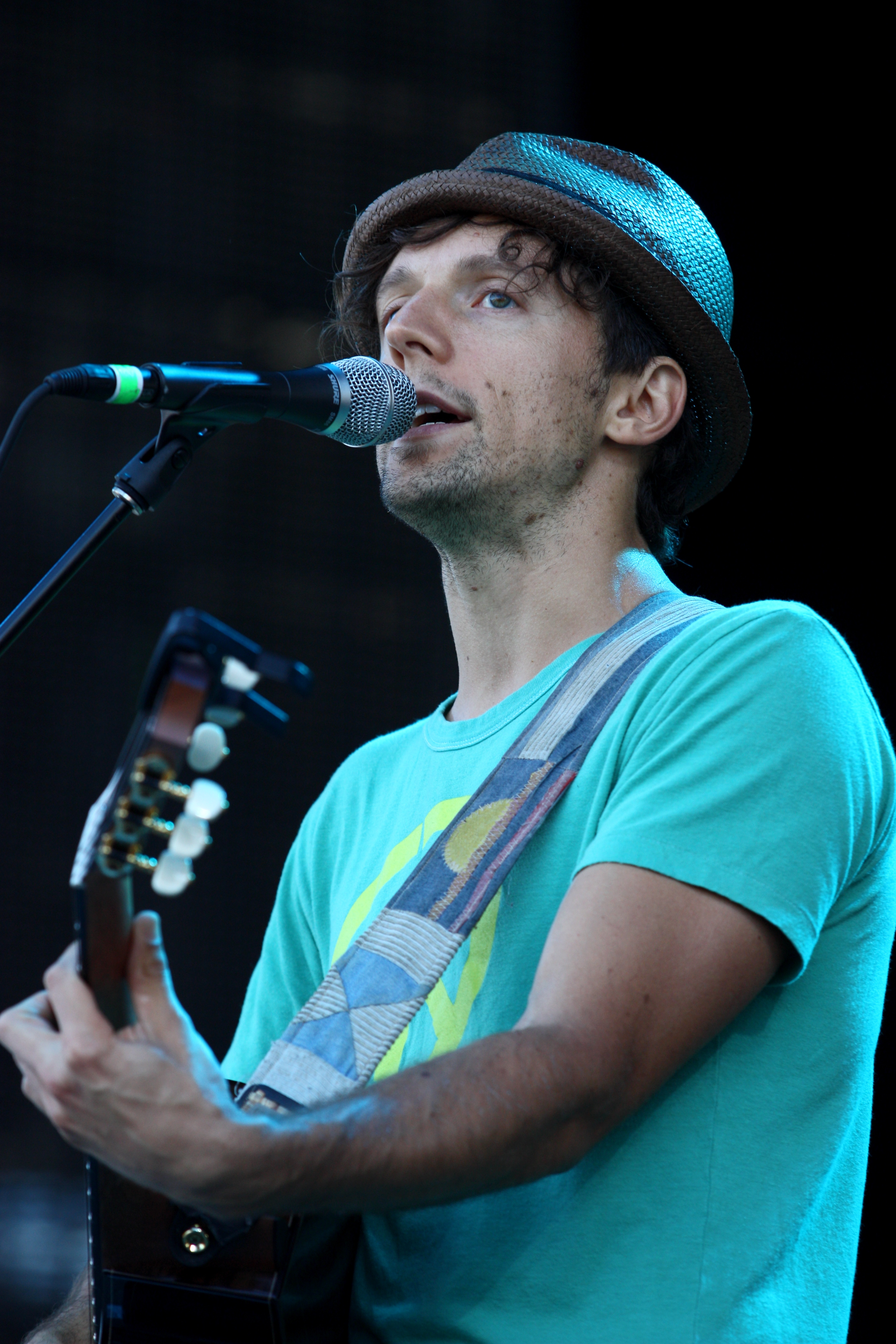
Jason Mraz alla chitarra in una foto del 2009

### Album in studio
- 2002 - Waiting for My Rocket to Come
- 2005 - Mr. A-Z
- 2008 - We Sing. We Dance. We Steal Things.
- 2012 - Love Is a Four Letter Word
- 2014 - Yes!
- 2018 - Know.
- 2020 - Look For The Good
- 2023 - Mystical Magical Rhythmical Radical Ride

### EPs e altre pubblicazioni
- A Jason Mraz Demonstration (1999)
- Live at Java Joe's (2001)
- From the Cutting Room Floor (2001)(2002)
- The E Minor EP in F (2002)
- Tonight, Not Again: Jason Mraz Live at the Eagles Ballroom (2004) #49 U.S.
- Wordplay EP (2005)
- Extra Credit EP (2005) - Digital EP
- Jimmy Kimmel Live: Jason Mraz - EP (2005) - iTunes
- Geekin' Out Across the Galaxy (2006) - Digital Live EP
- Selections for Friends (2007) - Digital Live LP #22 Top Digital Albums
- iTunes Live: London Sessions - EP (2008) - U.K. iTunes[8]
- We Sing. - EP (2008)[9] #101 U.S.
- We Dance. - EP (2008)[9] #52 U.S.
- We Steal Things. - EP (2008)[9]

### Singoli
| Anno | Singolo                        | Posizione  | Posizione  | Posizione | Posizione | Posizione  | Posizione   | Posizione | Posizione | Posizione | Posizione | Posizione | Posizione | Posizione | Posizione | Posizione | Posizione | Posizione | Posizione | Album                               |
| Anno | Singolo                        | US Hot 100 | US Pop 100 | US Adult  | US Pop    | US Digital | CAN Hot 100 | UK        | GER       | NOR       | NLD       | ITA       | SWE       | AUS       | NZ        | DIN       | AUT       | IRL       | CH        | Album                               |
| ---- | ------------------------------ | ---------- | ---------- | --------- | --------- | ---------- | ----------- | --------- | --------- | --------- | --------- | --------- | --------- | --------- | --------- | --------- | --------- | --------- | --------- | ----------------------------------- |
| 2003 | "The Remedy (I Won't Worry)"   | 15         | –          | 4         | 7         | –          | –           | 79        | –         | –         | 12        | –         | –         | 63        | 32        | –         | –         | –         | –         | Waiting for My Rocket to Come       |
| 2004 | "Curbside Prophet"             | –          | –          | 23        | –         | –          | –           | –         | –         | –         | –         | –         | –         | –         | –         | –         | –         | –         | –         | Waiting for My Rocket to Come       |
| 2004 | "You and I Both"               | 110        | –          | 15        | 35        | –          | –           | –         | –         | –         | –         | –         | –         | –         | –         | –         | –         | –         | –         | Waiting for My Rocket to Come       |
| 2005 | "Wordplay"                     | 81         | 59         | 17        | –         | 44         | –           | –         | –         | –         | –         | –         | –         | –         | –         | –         | –         | –         | –         | Mr. A-Z                             |
| 2005 | "Geek in the Pink"             | –          | 90         | 32        | 36        | 45         | –           | 128       | –         | –         | –         | –         | –         | –         | –         | –         | –         | –         | –         | Mr. A-Z                             |
| 2008 | "I'm Yours"                    | 6          | 5          | 1         | 4         | 3          | 11          | 8         | 1         | 4         | 4         | 1         | 3         | 1         | 2         | 9         | 2         | 16        | 6         | We Sing. We Dance. We Steal Things. |
| 2008 | "Make It Mine"                 | –          | –          | 34        | –         | –          | –           | –         | 100       | –         | –         | –         | 24        | –         | –         | –         | –         | –         | –         | We Sing. We Dance. We Steal Things. |
| 2008 | "Lucky (feat. Colbie Caillat)" | 66         | 51         | –         | –         | 33         | –           | –         | –         | –         | –         | –         | –         | –         | –         | –         | –         | –         | 34        | We Sing. We Dance. We Steal Things. |

## Filmografia

### Doppiatore
- Se stesso in Tappo - Cucciolo in un mare di guai (Trouble), regia di Kevin Johnson (2019)